# Genome Biology
Genome Biology, abgekürzt Genome Biol., ist eine wissenschaftliche Open Access-Fachzeitschrift auf dem Gebiet der Molekularbiologie. Sie wird von BioMed Central (BMC) herausgegeben, wobei Genome Biology zu den Flaggschiff-Zeitschriften von BMC zählt. Die Zeitschrift erscheint mit zwölf Ausgaben im Jahr.
Der Impact Factor lag im Jahr 2016 bei 11,91. Nach der Statistik des ISI Web of Knowledge wird das Journal mit diesem Impact Factor in der Kategorie Biotechnologie und angewandte Mikrobiologie an vierter Stelle von 160 Zeitschriften und in der Kategorie Genetik und Vererbung an fünfter Stelle von 167 Zeitschriften geführt.